# Obsessió (pel·lícula de 2011)
Obsessió (originalment en anglès, Obsession) és una pel·lícula dramàtica del Canadà de 2011. Està dirigida per George Erschbamer i escrita per Peter Sullivan. Es va doblar al català.

## Argument
La Sonia Paston, després d'haver patit una brutal agressió a casa seva, ha aconseguit refer la seva vida. Ara surt amb un policia, en Tom. Però la Sonia accepta un important ascens a la feina que l'obliga a traslladar-se de Nova York a Boston i, com que en Tom no entén que ella accepti d'anar-se'n, tallen. A Boston, la Sonia hi coneix en Sebastian, propietari d'una galeria d'art, i hi comença una relació, però la cosa es complica quan en Tom la segueix perquè continua sense acceptar que hagin trencat.

## Repartiment
- Charisma Carpenter[2]
- Dylan Neal
- Rachel Hayward
- Nicholas Lea
- John Cassini
- Anne Openshaw
- Gemma Martini
- Bruce Dawson
- Michael Kopsa